# Victor de Sabata
Victor de Sabata (ur. 10 kwietnia 1892 w Trieście, zm. 11 grudnia 1967 w Santa Margherita Ligure) – włoski dyrygent i kompozytor.
Studiował w konserwatorium w Mediolanie. Od 1925 prowadził prapremierę opery Ravela Dziecko i czary w teatrze operowym w Monte Carlo, 1927-1957 był dyrygentem w La Scali w Mediolanie, której w 1953 został dyrektorem artystycznym; zyskał tam sławę znakomitego wykonawcy przede wszystkim dzieł Verdiego, Pucciniego, Rossiniego i Wagnera. Wykonywał również dzieła Debussy'ego, Sibeliusa, Strawinskiego i Straussa. Odbywał koncertowe tournée po Europie. Pisał także poematy symfoniczne i opery.